# Бердяево
Бердяево — деревня в Духовщинском районе Смоленской области России. Входит в состав Пречистенского сельского поселения. Население — 2 жителя (2007 год). 
Расположена в северной части области в 39 км к северо-западу от Духовщины, в 13 км западнее автодороги Р136 Смоленск — Нелидово, на берегу реки Дошня. В 60 км юго-восточнее деревни расположена железнодорожная станция Ярцево на линии Москва — Минск. 

## История
В годы Великой Отечественной войны деревня была оккупирована гитлеровскими войсками в июле 1941 года, освобождена в сентябре 1943 года.